# 勝沼信元
勝沼 信元（かつぬま のぶもと）は、戦国時代の武将。甲斐武田氏の一族である勝沼信友の長男で、武田信玄の従弟に当たる。別名を信光ともいい、武田姓を許されていた。通称は五郎。丹波守。弟に加藤信厚、妹に松の葉（理慶尼）。子に信就、信定、信景。

## 生涯
大永6年（1526年）、甲斐武田氏の第18代当主・武田信虎の弟である勝沼信友の子として生まれる。天文4年（1535年）に父・信友が北条氏綱との戦いで戦死したため、家督を継いだ。武田家では重臣として250騎を率い、信玄の出陣中には留守居役も担当していた。
天文11年（1542年）の諏訪頼重攻めから武田晴信（武田信玄）に従って戦に参加し、以後は晴信の信濃攻略などで功績を挙げた。天文19年（1550年）戸石城の戦いでは、信濃寺尾城の援軍に真田幸隆とともに赴いている。『高白斎記』には「勝沼衆」とある。
『甲陽軍鑑』によれば、永禄3年（1560年）に越後国の長尾景虎（上杉謙信）が関東侵攻を行う際に、上杉方の調略により「かつぬま五郎殿」が武田氏に謀反を企てた逸話を記している。後に謀反の証拠となる文章が発見され、11月3日に武田信玄の命を受けた飯富（山県）昌景に誅殺されたという。上杉方の武蔵秩父谷の藤田右衛門佐重利を甲斐へ引き入れようとしたとの説がある。これにより勝沼氏は断絶したとされる。
一方で、甲斐国では府中今井氏の当主・今井信甫が天文4年（1535年）の勝沼信友死後に勝沼へ入府し、勝沼今井氏を称している。今井信甫の子息には信良（安芸守）がおり、『甲陽軍鑑』では勝沼今井氏の存在を想定せずに「かつぬま五郎殿」を勝沼信友の子息としているが、勝沼今井氏の活動が永禄3年以降に見られないことからも、「かつぬま五郎殿」は今井信良を指している可能性が指摘される。
信元の弟・信厚は兄の処刑に連座しなかったものの、天正10年（1582年）の織田信長の武田征伐で、北条氏政に討たれている。この際、信元の3男・信景も同時に戦死した模様。
信元の長男・信就は、天正10年（1582年）の天目山の戦いの後に相模国今宿村（現在の神奈川県茅ヶ崎市今宿）に数名の家臣と落ち延び先祖菩提の為に剃髪して、日閑と名乗り、日蓮宗妙厳山信隆院の開基となった。日閑は、眼病を患い失明し、明暦2年（1656年）に没した。日閑の子息に頼快、孫に早世した女子がいた。